# Semioscopis strigulana
Semioscopis strigulana — вид лускокрилих комах родини плоских молей (Depressariidae).

## Поширення
Вид поширений в більшій частині Європи та Північній Азії. Присутній у фауні України.

## Опис
Розмах крил 26-32 мм.

## Спосіб життя
Личинки живляться листям осики (Populus tremula).